# Lycanthropy
Lycanthropy är det första studioalbumet av singer-songwriter Patrick Wolf, utgivet 2003. Det spelades in under åtta år mellan 1994 och 2002.

## Låtlista
1. "Prelude" - 1:31
2. "Wolf Song" - 3:27
3. "Bloodbeat" - 3:50
4. "To the Lighthouse" - 4:05
5. "Pigeon Song" - 3:34
6. "Don't Say No" - 4:02
7. "The Childcatcher" - 4:27
8. "Demolition" - 6:07
9. "London" - 3:53
10. "Paris" - 4:46
11. "Peter Pan" - 1:53
12. "Lycanthropy" - 4:10
13. "A Boy Like Me" - 3:29
14. "Epilogue" - 2:06